# 新納忠堯
新納 忠堯（にいろ ただたか）は、戦国時代から安土桃山時代にかけての武将。島津氏の家臣。

## 生涯
天文23年（1554年）、新納忠元の長男として誕生。
天正6年（1578年）の耳川の戦い等、父に従い各地を転戦し、天正10年（1582年）に肥後国制圧のため忠元と共に肥後隈本に進出。しかし、天正11年（1583年）に肥前国龍造寺氏との戦いにおいて深江城攻めに参加するも戦死した。享年30。
島津氏16代当主・島津義久は忠堯の死を悲しみ、菩提寺を泉徳寺とした。